# Bisfenol A
Bisfenol A, BPA (Andre navne: 4,4'-(Propan-2,2-diyl)diphenol; 4,4'-isopropylidendiphenol; 4,4'-(1-methylethyliden)bisphenol) bruges i mange forskellige produkter som plast, maling, lak og lim. Stoffet er svært opløseligt i vand, og det ophobes ikke i særlig høj grad i organismen. Derimod er det mistænkt for at være hormonforstyrrende og for at have skadelig virkning på menneskers og dyrs frugtbarhed. Ifølge forskning har biolog Michael Skinner dokumenteret bl.a. at Bisfenol A giver overvægt og skader reproduktionsevnen i afkom af rotter.
Forår 2016 blev bisfenol A af en EU komité indstillet til at være sundhedsskadeligt for reproduktionsevnen.
De helbredsmæssige risici, såvel som udbredelsen af BPA er veldokumenteret, se f.eks. her.

## Kemi
- Molvægt: 228,29
- Smeltepunkt: 158-159°C
- Bruttoformel: C15H16O2
- CAS-nummer: 80-05-7

## Forekomst i miljøet
Der sker erfaringsmæssigt udslip af stoffet under produktion, ved normal brug og under genanvendelse af forskellige elektroniske produkter og affald. Disse udslip havner i recipienten, dvs. vandløb og kystnære havområder, hvor stoffet kan findes i bundslammet. Bisfenol A er tidligere fundet i vandløb, søer og sedimenter i Europa. Bisfenol A er også påvist i fisk i de samme områder og i muslinger og torskelever langs kysten. I nærheden af enkelte store befolkningsområder blev der påvist let forhøjede niveauer i sedimenter. Generelt blev der dog kun fundet lave niveauer i havområderne. 

## Anvendelsesområder
Der bliver hvert år produceret ca. 700.000 ton bisfenol A i EU-området. Størstedelen af det bruges i fremstillingen af plastmaterialet polycarbonat. Dette materiale har mange anvendelser som f.eks. til plastbeholdere, beregnet til mad- og drikkevarer,
 
i elektroniske apparater og i biler. Desuden bruges bisfenol A i maling, lak, lim og gulvbelægninger. Endelig indgår det i de bromerede flammehæmmere, som bruges i datamaskiner i form af stoffet tetrabrombisfenol A, som nedbrydes til henholdsvis brom og bisfenol A.

## Stoffets biologiske virkninger
Bisfenol A er giftigt for vandlevende organismer. Visse testresultater antyder, at stoffet kan virke hormonforstyrrende på fisk og snegle selv ved lave koncentrationer. Forsøg med pattedyr viste, at stoffet var hormonforstyrrende og nedsatte frugtbarheden, men hvis man kun bruger meget lave doseringer, giver forsøgene modstridende resultater. Derfor er der sat nye undersøgelser i gang.
Bisfenol A er klassificeret som lokalirriterende og allergifremkaldende ved hudkontakt. Desuden er stoffet optaget på Miljøstyrelsens liste over uønskede stoffer.
EFSA (European Food Safety Authority) har fastsat TDI (tålelig daglig indtagelse) til 0,05 mg/kg kropsvægt. Som sædvanligt har man anvendt en sikkerhedsmargen på 100 gange den mængde, der gav sygelige forandringer hos forsøgsdyr (her: mus).
Canadas sundhedsminister, Tony Clement, siger i 2008, at landet indfører forbud mod sutteflasker med indhold af bisfenol a, og at forbuddet træder i kraft, hvis der ikke inden for en høringsperiode på 60 dage kommer nye relevante eller afgørende oplysninger, der taler imod et sådant skridt.